# Nē
『Nē』（ねえ）は、2001年4月25日にgai RECORDSから発売された河村隆一5枚目のシングル。

## 概要
全曲作詞・作曲：ЯK
1. Nē
  - 編曲：ЯK&[K]assyi
  - 河村のLUNA SEA終幕（解散）後初のシングル。
  - 日本テレビ系『スーパーテレビ情報最前線』エンディングテーマ
2. Open your heart
  - 編曲：ЯK&[K]assyi
3. Stay with me
  - 編曲：土方隆行
  - 東映映画『走れ!イチロー』主題歌。ミュージック・ビデオが作られた。カップリング曲で唯一テレビ朝日系『ミュージックステーション』で披露した。
4. Nē(ac g version)
5. Nē(for you)

## カバー
Nē
- 香港歌手 陳曉東（2001年、広東語版「再愛」、アルバム『不必說感謝』に収録）